# Puebla de Obando
Puebla de Obando és un municipi de la província de Badajoz, a la comunitat autònoma d'Extremadura.
Se situa en l'àmbit de les serralades de Loriana i el Vidrio, a mitjan camí entre Càceres i Badajoz, sobre un domini paisatgístic montuós de bellesa feréstega, dominant el port del Zángano, en el límit amb l'Alta Extremadura. El caseriu, en el nucli del qual tradicional es conserva poc transformada l'arquitectura característica de la zona, presenta estructura crucial, definida per les dues vies principals que es creuen en la plaça central, on s'alça l'església parroquial. La qual es perllonga pel costat de l'Evangeli s'ha desenvolupat extraordinàriament, originant un apèndix d'enorme extensió que va a desembocar a la carretera de Càceres.